# R. c. Ewanchuk
 R c Ewanchuk  est un arrêt  de principe de la Cour suprême du Canada concernant la défense de consentement à une accusation d'agression sexuelle. La Cour a statué qu'il n'y avait pas de défense de consentement implicite. 

## Contexte
Steve Ewanchuk a amené une jeune fille de 17 ans dans sa camionnette pour un entretien d'embauche. Après l'interview, Ewanchuk a invité la femme à sa caravane derrière. Il l'emmena dans sa caravane et commença à faire une série d'avancées. À chaque fois, elle disait «non» à son avance et il s'arrêtait mais, après un certain temps, il renouvelait alors ses avances sexuelles. Elle a témoigné au procès que pendant son séjour dans la caravane, elle avait très peur et c'est pourquoi elle n'a pas pris d'autres mesures pour mettre fin à la conduite sexuelle, comme partir ou tenter de résister physiquement à l'homme. Avant de partir, Ewanchuk lui a payé 100,00 $ pour qu'elle puisse aider à payer la garde d'enfants.
Au procès, Ewanchuk a soutenu avec succès que, bien que la femme ait initialement dit « non » à ses attouchements sexuels parce qu'il avait continué et qu'elle ne s'était pas opposée davantage, cela constituait un «consentement implicite». L'acquittement a été confirmé en appel. Dans la décision de la Cour d'appel de l'Alberta, le juge John McClung a minimisé la portée de l'agression en disant qu'elle était davantage hormonale que criminelle. 
La question dont était saisie la Cour suprême était de savoir si le juge du procès avait commis une erreur dans sa compréhension du consentement dans une agression sexuelle et si sa conclusion selon laquelle la défense de consentement implicite existait en droit canadien était correcte.

## Ratio decidendi
Le juge Major, au nom de la majorité, a conclu qu'il n'y avait pas de défense de «consentement implicite» à l'agression sexuelle et a infirmé la décision de la Cour d'appel.
L'accusé, a expliqué Major, doit soulever un doute raisonnable quant au consentement. Le consentement peut être démontré de deux manières. Soit lorsque la "plaignante dans son esprit voulait que les contacts sexuels aient lieu" ou, dans le cas de l'établissement d'une croyance erronée de consentement, lorsque "la plaignante avait communiqué par des mots affirmativement ou avait agi en acceptant de se livrer à des activités sexuelles avec l'accusé ".
La juge Claire L'Heureux-Dubé a conclu que le moyen de défense ne pouvait être invoqué que si l'accusé avait pris des mesures suffisantes pour obtenir le consentement. En l'espèce, l'accusé n'a fait aucune tentative pour s'assurer que l'accusé avait son consentement lorsqu'il est passé d'un massage à des contacts sexuels.